# Bocchigliero
Bocchigliero este o comună din provincia Cosenza, regiunea Calabria, Italia, cu o populație de 1.047 locuitori (1 ianuarie 2023) și o suprafață de 98,82 km².

## Demografie
Bocchigliero - evoluția demografică

|  | Graficele sunt indisponibile din cauza unor probleme tehnice. Mai multe informații se găsesc la Phabricator și la wiki-ul MediaWiki. |

Date: Recensăminte sau birourile de statistică - grafică realizată de Wikipedia